# Zwölf Millionen
Zwölf Millionen (Originaltitel: Alleman, auch bekannt unter The Human Dutch) ist ein niederländischer Dokumentarfilm in Schwarz-weiß von Bert Haanstra aus dem Jahr 1963.

## Inhalt
Zwölf Millionen beginnt mit der Einblendung von vier Sätzen, die besagen, dass dies ein Film über Holland sei, der mit versteckten Kameras gedreht und in dem keine Szene inszeniert wurde, jede Figur also eine Hauptrolle darstelle. Darauf folgt eine Sammlung von Szenen, die nach Themen geordnet gezeigt werden. Solche Themen sind Schiffe, Märkte, Beschäftigungsmöglichkeiten für den Sonntagnachmittag unter besonderer Erwähnung des Sports und vor allem des Fußballs, Menschen am Strand, auf der Straße, im Park. Thematisiert wird auch der Regen, mit dem man als Holländer immer rechnen muss, der Winter oder das Fernsehen. Es gibt einen Kommentar aus dem Off, auf den aber oft verzichtet wird.
Der Film enthält scheinbare Standbilder, in denen sich einzelne Personen bewegen. Oder Darstellungen von leeren Straßen, Plätzen, Parks beziehungsweise einen Blick über eine Stadt, gefolgt von Bildern aus dem oder von kurz nach dem Zweiten Weltkrieg, die Deportationen von Juden oder Ruinen an genau dem gleichen Ort und in genau der gleichen Perspektive zeigen. Verwendet werden auch abrupte Schnitte, zum Beispiel sieht man in der einen Sekunde, wie einem verletzten Vogel ein Bein geschient wird, und in der nächsten ein Fließband mit geschlachteten Hühnern. Längere Filmabschnitte werden oft unterbrochen und später fortgesetzt. Auf diese Art verbindet Haanstra an einer Stelle vier verschiedene Szenen.

## Produktion
Für seinen dritten abendfüllenden Film Zwölf Millionen filmte Bert Haanstra zwei Jahre lang mit versteckter Kamera, was er als das einzige Mittel sieht, Menschen zu beobachten, wenn sie sich natürlich verhalten.
Als Sprecher der Originalversion fungierte Coautor Simon Carmiggelt, für die internationale Version sprach Peter Ustinov. Bei den auf YouTube und im Internet Archive erhältlichen Versionen war dagegen Bert Haanstra der Sprecher.
Zwölf Millionen wurde von Haanstra Filmproductie produziert und 1963 in den Niederlanden veröffentlicht. Die erste deutschsprachige Version startete am 9. September 1966 in den Kinos der DDR. Vertrieben wird der Film vom Niederländischen Institut für Bild und Ton.

## Rezeption

### Einspielergebnisse
Zwölf Millionen gilt sowohl an den Kassen als auch bei den Kritikern in den Niederlanden als Erfolg. Dort kamen 1,6 Millionen Kinozuschauer zusammen. Damit ist der Film der erfolgreichste niederländische Dokumentarfilm und gehört zu den in den Niederlanden zehn erfolgreichsten niederländischen Filmen. Bert Haanstra konnte sich von dem eingespielten Geld ein eigenes, gut ausgestattetes Filmstudio kaufen.

### Kritiken
Die Kritiken zu Zwölf Millionen waren überwiegend positiv. John Wakeman resümierte, dass manche in dem Film ein Meisterwerk sahen, andere ihn dagegen unerträglich süß fanden, oder zumindest etwas zu süß. Der durch seine optische und sprachliche Versiertheit überwältigende Dokumentarfilm versuche, unter Verwendung von versteckten Kameras den Geist des gesamten holländischen Volkes wiederzugeben, und sei dabei witzig, manchmal offen ironisch und teils kritisch. Dabei bleibe er aber immer liebenswürdig und menschlich, zeige einen tiefen und kraftvollen Respekt, und werde manchmal zu einer Lobeshymne. Die versteckte Kamera beute nie aus. Überhaupt dominiere in dem Film das Positive, er stelle eine gewisse Zufriedenheit dar.
Es sei kein Dokumentarfilm im üblichen Sinne, sondern ein Kaleidoskop normaler Leute in normalen Situationen. Haanstra zeichne ein Bild der Niederlande und der Holländer auf seine einzigartige Weise. Eigentlich sei Zwölf Millionen nur oberflächlich gesehen ein Dokumentarfilm und komme dem Erfassen des Rhythmus des Lebens einer Nation so nahe, wie ein Film kommen kann.
Zwölf Millionen gelte auch als einzigartig, weil es zeitlich kurz vor den Anfängen der Hippiekultur entstand und die Kriegszeit noch sehr gegenwärtig war.
Schnitt und Kommentar werden gelobt, besonders die Szenen, in denen Plätze oder Straßen mit Szenen aus den 1960er Jahren gezeigt werden um dann in Bilder oder Szenen derselben Orte aus der Kriegszeit übergehen. Manchmal werden auch einzelne Szenen genannt, die den jeweiligen Kritiker oder das Publikum besonders beeindruckten.

### Auszeichnungen
Bert Haanstra war für Zwölf Millionen bei der Oscarverleihung 1965 in der Kategorie Bester Dokumentarfilm nominiert. Der Oscar ging an Jacques-Yves Cousteau für Welt ohne Sonne.
Der Film gewann unter anderem bei der Berlinale 1964 einen Goldenen Bären in der Kategorie Dokumentarfilm, den UNIKRIT-Award und den Jugendfilmpreis, bei der Semana Internacional de Cine de Valladolid 1964 den San-Gregorio-Preis, und den Publikumspreis beim Adelaide Film Festival.
Beim British Academy Film Award 1965 war Zwölf Millionen für den Robert Flaherty Award nominiert.

### Folgen
Als Jacques Tati Anfang 1964 den Film in den Niederlanden sah, bemühte er sich um die französischen Rechte daran. Obwohl wegen der Filmfestspiele von Cannes Eile geboten war, trieb Tati die französische Version nicht wirklich voran, vor allem seit Simon Carmiggelt einmal nicht verfügbar war. Nach den Erfolgen seines Films in London fand Haanstra, dass die internationale Version und die inhaltlich identische deutsche Version völlig ausreichen würden, doch Tati wollte weiterhin eine eigene Fassung herstellen. Trotz des weltweiten Erfolges des Films kam weiterhin nichts von ihm, bis Specta Films, die den Film eigentlich in Frankreich vertreiben wollten, im Herbst 1964 das Interesse verloren.
Zumindest 1968 wurde Zwölf Millionen als der Höhepunkt der Karriere Bert Haanstra angesehen.
50 Jahre nach der Veröffentlichung wurde 2013 beim DocLab des International Documentary Film Festival Amsterdam eine Hommage an Zwölf Millionen unter dem Titel #Alleman gezeigt. Dieser Film zeigt ähnliche Szenen aus der Zeit kurz vor 2013. Er fragt zudem, wie sich das Leben in dieser Zeit verändert hat, und ob diese Veränderung eine Verbesserung sei.